# Bataille de Mardia
La bataille de Mardia, également connue sous le nom de bataille du Campus Mardiensis ou bataille du Campus Ardiensis, est une bataille qui s'est déroulée en Thrace probablement à proximité de la ville actuelle de Harmanli en Bulgarie, à la fin de l'année 316 ou au début de 317 entre les forces des empereurs romains Constantin Ier et Licinius.

## Contexte

Les campagnes de Constantin (312-324).

La guerre civile ouverte entre Licinius et Constantin éclate en 316 lorsque ce dernier envahi les provinces balkaniques de Licinius. Après sa défaite écrasante à la bataille de Cibalae le 8 octobre 316, Licinius s'enfuit à Sirmium puis plus au sud vers Adrianople où il rassemble une seconde armée, sous le commandement d'un officier nommé Valerius Valens qu'il élève au rang d'Auguste. Simultanément, il tente de négocier avec Constantin, mais ce dernier, insulté par l'élévation de Valens et confiant depuis sa récente victoire, refuse l'offre de paix,.

## Bataille
Entre-temps, Constantin se déplace à travers les Balkans et établit sa base à Philippes ou à Philippopolis,. Il mène ensuite l'essentiel de son armée contre les positions de Licinius à Harmanli. Dans la féroce bataille qui s'ensuit, les deux parties s'infligent de lourdes pertes jusqu'à ce que l'obscurité vienne interrompre la lutte indécise. Selon certaines sources, Constantin décide alors de régler la question en envoyant une force attaquer Licinus par l'arrière, forçant ce dernier à battre en retraite. Cependant, les troupes bien disciplinées de Licinius gardent leurs rangs et se retirent en bon ordre. Constantin met ses forces à contribution, espérant écraser l'ennemi. Pendant la nuit, Licinius réussit à empêcher son armée de se désintégrer et bat en retraite au nord-ouest vers Béroé/Augusta Traiana. Constantin remporte une fois de plus la victoire, mais pas de manière décisive.

## Conséquences
Constantin, pensant que Licinius fuit à Byzance afin de se retirer sur sa base asiatique, se dirige dans cette direction, plaçant involontairement Licinius entre lui et ses lignes de communication avec l'Occident, son agressivité se retournant contre lui cette fois. Cependant, les deux belligérants ont des raisons de s'entendre puisque Licinius se trouve toujours dans une situation précaire. Il envoie donc un certain Mestrianus pour négocier avec Constantin. Mais Constantin retarde les discussions jusqu'à être assuré que l'issue de la guerre soit incertain. La nouvelle d'un raid soudain de l'ennemi qui capture ses bagages et l'entourage royal de Constantin semble être le point critique le conduisant finalement à négocier.
Selon la paix finalisée à Serdika le 1er mars 317,, Licinius reconnait Constantin comme son supérieur, lui cède tous les territoires européens sauf la Thrace, dépose et exécute Valens. Constantin se nomme lui-même[Quoi ?] et Licinius consul tandis que ses deux fils Crispus et Constantin II ainsi que le fils de Licinius sont nommés César. La paix dure environ sept ans avant la reprise des hostilités en 324 à la bataille d'Andrinople.